# 武汉轨道交通7号线
武汉轨道交通7号线是中國湖北省武汉市第四条穿越长江的轨道交通线路。全线北起武汉市黄陂前川，南至江夏纸坊。不同于之前的武汉地铁线路，7号线采用了更大站距、更大编组和更快时速的设计，也是世界上单线距离最长的地铁路线。一期工程、南延线工程和前川线一期、二期工程分别已于2018年10月1日、2018年12月28日、2022年12月30日、2024年10月1日开通运营。

## 工程概况
根据目前的规划，7号线由三部分组成：一期工程、纸坊线和前川线。
| 工程名     | 工程名     | 区间                    | 通车日期       | 长度      | 站数              |
| ---------- | ---------- | ----------------------- | -------------- | --------- | ----------------- |
| 一期工程   | 一期工程   | 园博园北 — 野芷湖       | 2018年10月1日  | 30.413 km | 19                |
| 纸坊线工程 | 纸坊线工程 | 野芷湖 — 青龙山地铁小镇 | 2018年12月28日 | 16.550 km | 7                 |
| 前川线     | 一期工程   | 横店 — 园博园北         | 2022年12月30日 | 20.890 km | 7                 |
| 前川线     | 二期工程   | 黄陂广场 — 横店         | 2024年10月1日  | 15.159 km | 4（含一座预留站） |

### 一期工程
一期工程南起洪山区野芷湖站，北至东西湖区园博园北站，线路全长31公里，共设19座车站，全部为地下车站。线路跨越汉口与武昌两个地区，途径武汉市的洪山区、武昌区、江岸区、江汉区、硚口区和东西湖区。线路大致走向为金南一路、园博园东路、淮海路、建设大道、澳门路、三阳路、秦园路、友谊大道、中山路、恒安路和南李路。一期工程设有两个车辆基地，分别是长丰停车场和野芷湖车辆段，其中野芷湖车辆段是武汉地铁线网中的A型车基地之一，除7、8号线例常的检修外，还负责地铁5号线、6号线、7号线和8号线的厂架修任务。在王家墩东站、园博园北站和野芷湖车辆段内分别设有通往2号线、6号线和8号线的联络线。一期工程设有2座主变电所供电，其中王家墩东主变电所已建成，并且与2号线共用；新建秦园路主变电所，未来与5号线共用。包括越江隧道在内，地铁7号线一期工程总投资达321亿余元，是武汉投资最高的市政交通项目。

#### 越江隧道

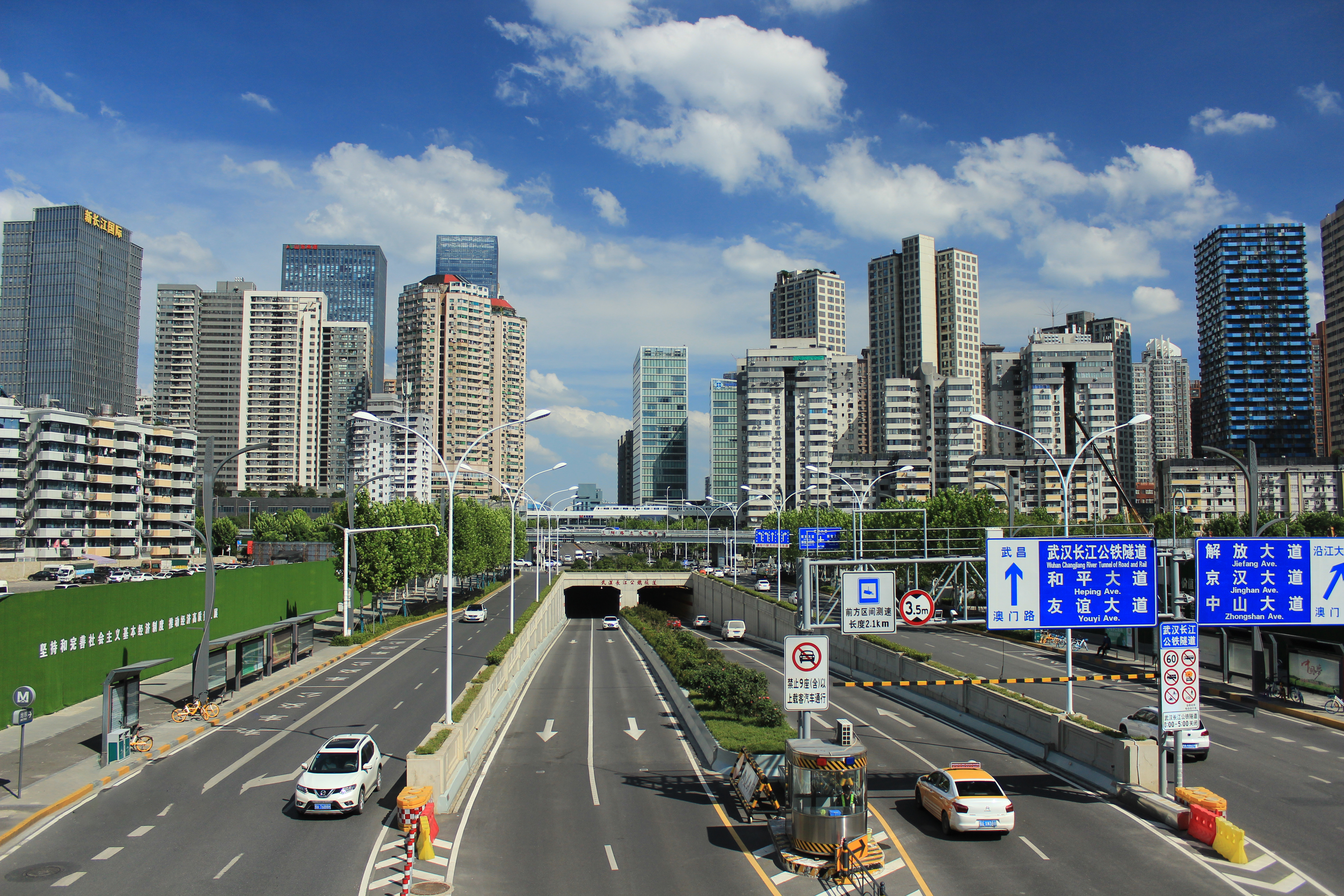
武汉长江公铁隧道和远处的1号线高架轨道

为集约利用过江通道资源，7号线三阳路越江通道采用公铁合建双洞隧道方案，在道路行车道下层布设轨道交通。本项目对于支持重点区域发展、缓解过江交通压力、完善轨道交通网络、优化城市空间布局具有重要的意义。三阳路越江隧道是世界首条公铁合建的盾构法隧道。武汉三阳路长江隧道工程为武汉轨道交通7号线一期工程过江段，距离长江二桥1.3公里、距离青岛路长江隧道1.9公里。隧道外径15.2m，内径13.9m，隧道规模位列世界第三，仅次于香港屯门（直径17.6米）、美国西雅图（直径17.4米）地下隧道，其深度大于武汉长江隧道及武汉轨道交通2号线越江隧道。三阳路越江隧道分为三层：最上层为公路隧道排烟道；中间层是宽为13.6米的双向6车道，其中行车道10.5米；最下层是轨道交通7号线轨道及电缆廊道、排烟道和逃生通道等；公路高4.5米，具备二层公交、大型巴士通行能力。
轨道交通7号线一期工程原计划于2017年底开通运营，但由于越江隧道掘进受阻，全线不得不推迟至2018年底投入运营。

### 纸坊线
武汉轨道交通纸坊线，又称武汉轨道交通27号线、武汉轨道交通7号线南延线，由一期工程终点站野芷湖站出发继续向南延伸，直至江夏区青龙山地铁小镇站。线路大致沿文化大道、文化路、纸坊大街走行，先后途径洪山区、江夏大桥新区和纸坊老城区。线路长约17km，设站7座，均为地下车站。本段于2018年12月28日开通，与一期工程贯通运营。

### 前川线
武汉轨道交通前川线，又称武汉轨道交通7号线北延线，起于黄陂前川黄陂广场站，沿黄陂大道、双凤大道、川龙大道、盘龙大道、汤云海路、环湖中路南北向走行，先后经过黄陂前川新城区、武汉临空经济区、黄陂区盘龙城、东西湖区马池，止于7号线一期工程起点园博园北站。线路全长36km，设站11座（含预留站1座）。结合线路长度及车辆段（场）用地条件，7号线北延线新建前川车辆段，预留横店停车场。
因前川线需上跨正在规划建设中的沪渝蓉高铁，前川线被迫分为两期建设开通，其中一期为园博园北至横店，二期为横店至黄陂广场。前川线一期已于2022年12月30日投入运营，前川线二期开通时间此前受沪渝蓉高铁合肥至武汉段建设方案影响迟迟无法定夺，最终被推迟至2024年10月1日开通。
规划中，本线将以天阳大道站为界拆解为两条线路：天阳大道站以南仍为7号线，以北为28号线。两条线在天阳大道站可换乘，并且7号线将向西延伸至天河高铁枢纽，28号线向南延伸至后湖。为应对远期拆解，天阳大道站及其以南的车站按照8A编组建造，设计时速为100 km/h，与7号线一期和南延线工程保持一致；天阳大道站以北则按照6A编组建造，设计时速100 km/h，并预留120 km/h提速条件。

## 车站
| 武汉轨道交通7号线车站列表 |                                                   |           |         |               |                                   |                |            |
| 中文站名                  | 英文站名                                          | 站间距/km | 里程/km | 所在地        | 换乘线路                          | 车站形式       | 启用日期   |
| 黄陂广场                  | Huangpi Square                                    | —         | 0       | 黄陂区        |                                   | 地下岛式月台   | 2024/10/1  |
| 百泰路                    | Baitai Road                                       | 2.013     | 2.013   | 黄陂区        |                                   | 地下岛式月台   | 2024/10/1  |
| 青仔村（轨道产业基地）    | Qingzicun (Rail Transit Industry Innovation Base) | 2.548     | 4.561   | 黄陂区        |                                   | 高架岛式月台   | 2024/10/1  |
| 横店                      | Hengdian                                          | 10.598    | 15.159  | 黄陂区        |                                   | 高架侧式月台   | 2022/12/30 |
| 裕福路                    | Yufu Road                                         | 2.336     | 17.495  | 黄陂区        |                                   | 高架侧式月台   | 2022/12/30 |
| 天阳大道                  | Tianyang Boulevard                                | 2.380     | 19.875  | 黄陂区        |                                   | 高架双岛式月台 | 2022/12/30 |
| 腾龙大道                  | Tenglong Boulevard                                | 4.479     | 24.354  | 黄陂区        |                                   | 地下岛式月台   | 2022/12/30 |
| 巨龙大道                  | Julong Boulevard                                  | 1.809     | 26.163  | 黄陂区        | █ 2号线                           | 地下岛式月台   | 2022/12/30 |
| 汤云海路                  | Tangyunhai Road                                   | 2.524     | 28.687  | 黄陂区        |                                   | 地下岛式月台   | 2022/12/30 |
| 马池                      | Machi                                             | 5.154     | 33.841  | 东西湖区      |                                   | 地下岛式月台   | 2022/12/30 |
| 园博园北                  | Garden Expo North                                 | 2.208     | 36.049  | 东西湖区      | █ 6号线                           | 地下岛式月台   | 2018/10/01 |
| 园博园                    | Garden Expo                                       | 2.137     | 38.186  | 江汉区/硚口区 |                                   | 地下岛式月台   | 2018/10/01 |
| 常码头                    | Changmatou                                        | 1.885     | 40.071  | 硚口区        |                                   | 地下岛式月台   | 2018/10/01 |
| 武汉商务区                | Wuhan Business District                           | 1.586     | 41.657  | 江汉区        | █ 3号线                           | 地下岛式月台   | 2018/10/01 |
| 王家墩东                  | Wangjiadun East                                   | 1.482     | 43.139  | 江汉区        | █ 2号线                           | 地下岛式月台   | 2018/10/01 |
| 取水楼                    | Qushuilou                                         | 1.164     | 44.303  | 江汉区        |                                   | 地下岛式月台   | 2018/10/01 |
| 香港路                    | Xianggang Road                                    | 1.458     | 45.761  | 江汉区/江岸区 | █ 3号线 █ 6号线                   | 地下岛叠式月台 | 2018/10/01 |
| 三阳路                    | Sanyang Road                                      | 1.846     | 47.607  | 江岸区        | █ 1号线                           | 地下侧式月台   | 2018/10/01 |
| 徐家棚                    | Xujiapeng                                         | 3.502     | 51.109  | 武昌区        | █ 5号线 █ 8号线                   | 地下岛式月台   | 2018/10/01 |
| 湖北大学                  | Hubei Univ.                                       | 1.591     | 52.700  | 武昌区        |                                   | 地下岛式月台   | 2018/10/01 |
| 新河街                    | Xinhe Street                                      | 2.067     | 54.767  | 武昌区        |                                   | 地下岛式月台   | 2018/10/01 |
| 螃蟹岬                    | Pangxiejia                                        | 1.141     | 55.908  | 武昌区        | █ 2号线                           | 地下岛式月台   | 2018/10/01 |
| 小东门                    | Xiaodongmen                                       | 0.859     | 56.767  | 武昌区        |                                   | 地下岛式月台   | 2018/10/01 |
| 武昌火车站                | Wuchang Railway Station                           | 1.374     | 58.141  | 武昌区        | █ 4号线 武昌站东广场站： █ 11号线 | 地下岛式月台   | 2018/10/01 |
| 瑞安街                    | Ruian Street                                      | 1.860     | 60.001  | 武昌区        |                                   | 地下岛式月台   | 2018/10/01 |
| 建安街                    | Jian'an Street                                    | 1.383     | 61.384  | 武昌区        |                                   | 地下岛式月台   | 2018/10/01 |
| 湖工大                    | Hubei Univ. of Technology                         | 2.294     | 63.678  | 洪山区        |                                   | 地下岛式月台   | 2018/10/01 |
| 板桥                      | Banqiao                                           | 1.067     | 64.745  | 洪山区        |                                   | 地下岛式月台   | 2018/10/01 |
| 野芷湖                    | Yezhihu                                           | 1.717     | 66.462  | 洪山区        | █ 8号线                           | 地下岛式月台   | 2018/10/01 |
| 新路村                    | Xinlucun                                          | 2.391     | 68.853  | 洪山区        |                                   | 地下岛式月台   | 2018/12/28 |
| 大花岭                    | Dahualing                                         | 3.438     | 72.291  | 江夏区        |                                   | 地下岛式月台   | 2018/12/28 |
| 江夏客厅                  | Jiangxiaketing                                    | 2.507     | 74.798  | 江夏区        |                                   | 地下岛式月台   | 2018/12/28 |
| 谭鑫培公园                | Tanxinpei Park                                    | 2.000     | 76.798  | 江夏区        |                                   | 地下岛式月台   | 2018/12/28 |
| 北华街                    | Beihua Street                                     | 1.610     | 78.408  | 江夏区        |                                   | 地下岛式月台   | 2018/12/28 |
| 纸坊大街                  | Zhifang Avenue                                    | 1.361     | 79.769  | 江夏区        |                                   | 地下岛式月台   | 2018/12/28 |
| 青龙山地铁小镇            | Qinglongshan Ditiexiaozhen                        | 3.243     | 83.012  | 江夏区        |                                   | 地下侧式月台   | 2018/12/28 |

### 换乘站
- 巨龙大道：2、7号线的换乘站。换乘方式为通道换乘。
- 园博园北：6、7号线的换乘站。换乘方式为T形节点换乘。
- 武汉商务区：3、7号线的换乘站。换乘方式为十字节点换乘。
- 王家墩东：2、7号线的换乘站。换乘方式为站厅换乘。
- 香港路：3、6、7号线的换乘站。3号线与7号线的换乘方式为同台换乘（两线同向）；3、7号线与6号线的换乘方式为十字节点换乘。
- 三阳路：1、7号线的换乘站。换乘方式为通道换乘。
- 徐家棚：5、7、8号线的换乘站。5号线与8号线的换乘方式为T形节点换乘；5、8号线与7号线的换乘方式为通道换乘。
- 螃蟹岬：2、7号线的换乘站。换乘方式为站厅换乘。
- 武昌火车站/武昌站东广场：武昌火车站是4、7号线的换乘站，位于武昌站西北侧，换乘方式为站厅换乘；武昌站东广场站是11号线车站，位于武昌站东广场，与4、7号线之间需出站换乘。2025年7月31日，两站之间开通虚拟换乘，可持同一单程票、储值卡或乘车码在30分钟内出站前往另一站进站连续计费。[28]
- 野芷湖：7、8号线的换乘站。换乘方式为通道换乘。

- 武汉商务区换乘节点
- 三阳路站换乘通道
- 香港路站同台换乘

## 票务规定
- 计价方式：按里程限时计费。
- 计价标准：起价2元可乘坐4公里，3元可乘坐8公里，4元可乘坐12公里，5元可乘坐18公里，6元可乘坐24公里，7元可乘坐32公里，8元可乘坐40公里，9元可乘坐50公里，50公里以上每增加1元可多乘坐20公里。具体的计费标准可参见下表：

|  |  |  |  |  |  |  |  |  |

- 乘车限时：每次进闸到出闸限240分钟。
- 乘车优惠：使用武汉通卡享受9折优惠。
- 支付方式：乘客可通过扫描“支付宝”“微信”“云闪付”“Metro新时代”等手机应用内的地铁乘车码乘坐武汉地铁；以及通过具备闪付功能的银联银行卡、交通联合卡和武汉通（以上三款均含手机NFC版本）刷卡乘车。
- 定期票：分为1、3、7日定期票，每张价格分别为18元、45元、90元。
  - 实体定期票：购买时每张票另收押金20元，乘客可在地铁各车站客服中心办理定期票的购买和退票等业务。1日票为发售时间起至当日运营时间结束，3日票为当日发售时间起至第3日运营时间结束，7日票为当日发售时间起至第7日运营时间结束。
  - 电子定期票：电子定期票在“Metro新时代”手机应用内购买。1日票为激活后24小时内，3日票为激活后72小时内，7日票为激活后168小时内有效。

## 行车安排

### 运行交路
7号线目前实行大、小交路套跑的运行方式，大交路（即全程）为黄陂广场站－青龙山地铁小镇站，平日小交路为巨龙大道站－板桥站，周六日及法定节假日期间小交路则调整为巨龙大道站－青龙山地铁小镇站，大小交路之比为1:1。

### 首末班车时间
- 武汉地铁首末班车时间

## 影响

### 越江隧道掘进受阻
武汉长江公铁隧道（又称三阳路长江隧道）位于7号线徐家棚站和三阳路站之间，左右两线各长约2.6公里，分别于2016年7月和4月底从武昌徐家棚始发盾构。本隧道是公铁合建的超大断面越江隧道工程，施工风险和技术难度均极高。盾构机在长江底不仅要克服高水压施工的巨大风险还要解决开挖面最高达12.6米岩层（约5层楼高）、石英含量达70%的复合地质等严重损耗刀具的硬骨头，同时还要解决复合地层中夹杂的粘性极强、极易造成刀盘被糊的软黏土层，这些软、硬、粘地层及高水压对盾构施工的四重考验导致工程建设难度更是叠加式增长，盾构掘进难度大。此前官方一直声称7号线一期会在2017年开通运营。然而在“武汉市第十四届人民代表大会第一次会议”上，时任武汉市长万勇所作的《政府工作报告》指出2017年武汉将开通两条地铁线路：8号线一期和21号线。然而，7号线一期并未在列，官方给出的解释是其工期较紧，尤其是越江盾构“卡脖子”，故7号线未被列入2017年地铁开通目标。
虽然过江段遭遇障碍，但是一期工程的其他区间却进展较为顺利，市民期望7号线能分段运行，但是地铁集团否决了这一可能，具体的官方回复如下：
|  | 轨道交通7号线控制中心设置在汉口的三金潭车辆段内，车辆检修及试车基地却位于武昌的野芷湖车辆段，目前所有设备系统均按照全线通车的要求进行设计，并已开始安装。临时分段开通运营相当于7号线一期工程分成两个独立运营的线路，将存在大量控制系统重新调整设计，增加大量临时控制设备及临时检修设施等问题，后期贯通运营前，需中断运营，对相关控制系统软件进行升级倒切，全线重新完成联调联试、安全认证、验收等程序。综合以上因素，临时分段开通运营既增加了工程投资，又延长了全线通车的工期，同时，反复调整控制系统软件设计也不利于系统的安全稳定。 综上所述，轨道交通7号线一期工程现阶段不宜采取临时分段开通运营方案。我公司（武汉地铁集团）将加快施工进度，在确保质量安全的前提下力争尽早开通轨道交通7号线一期工程。 |

最终，7号线一期工程于2018年10月1日开通运行。

### 为配合园博园顺利开园，两站提前施工
2015年9月第十届中国（武汉）园林博览会在武汉开幕，应园博开园期间周边无工地的要求，地铁7号线园博园（原长丰）和园博园北（原东方马城）两站提前施工。2014年8月，地铁7号线首台盾构机在园博园北站-园博园站区间开掘，2015年3月2日，该区间隧道双向贯通。2014年11月园博园站主体结构顺利封顶，成为全线首座封顶的车站。车站主体的完工，为园博园2015年9月开园、修建园博园东路创造了条件。施工方仅用5个月，就完成了地铁站主体结构的施工，成为武汉在建地铁施工最快的车站。2014年6月1日，园博园站开始浇筑第一块主体结构板，到最后主体封顶，刚好用了5个月。正常情况下，一座标准地铁站主体结构施工需要10-12个月工期才能完成，为配合园博园建设，园博园站仅用了5个月就完工，创下武汉在建地铁车站施工的新纪录。2015年8月，园博园北站完成主体结构施工，这也是7号线一期第二个建成的站点。

### 缓解南湖地区居民的出行难问题
位于武汉市武昌南部的南湖片区是武汉最大的“睡城”之一，三面被铁路设施（武昌车辆段、武昌南编组站、京广铁路、武九铁路和武咸城际铁路等）阻隔，导致南湖片区的北、西、南3个方向都有铁路线，将南湖包围。目前，南湖片区居民的进出主要需经过3个铁路涵洞：南湖路上的长虹桥涵洞、晒湖附近的平安路铁路涵洞、张黄新村岭南路铁路涵洞。仅南湖向东方向不需过涵洞，可通过文治街上书城路、珞狮路（二环线）进入市中心。所以长期以来出入南湖片区的交通都十分拥堵，居住在此片区的几十万居民更是将其戏称为：“早上出不去，晚上进不来。”虽然近年进出南湖片区的市政道路的修建一直在跟进，但情况依然不容乐观。轨道交通7号线一期工程在南湖片区共设有5座车站：瑞安街站、建安街站、湖工大站、板桥站和野芷湖站，南湖片区的居民们寄希望于轨道交通7号线能改变他们的出行窘境。

## 使用列车
- 列车编组中的M表示动车，Tc表示带驾驶室的拖车。

| 列车名称与型号                      | 列车生产企业                                  | 列车编组                           | 列车制造年代 | 列车编号  | 列车总数   | 转向架型号 （动车 / 拖车） | 牵引电动机 生产企业，型号与类型                                                  | 牵引逆变器 生产企业，型号与类型                | 辅助电源 生产企业，型号与类型          |
| ----------------------------------- | --------------------------------------------- | ---------------------------------- | ------------ | --------- | ---------- | -------------------------- | -------------------------------------------------------------------------------- | ---------------------------------------------- | -------------------------------------- |
| 列车名称与型号                      | 列车生产企业                                  | 列车编组                           | 列车制造年代 | 列车编号  | 列车总数   | 转向架型号 （动车 / 拖车） | 牵引电动机 生产企业，型号与类型                                                  | 株洲中车时代电气生产                           |                                        |
| 一期车辆 （DKZ103）                 | 中车长春轨道客车 （武汉中车长客轨道车辆）     | 6节编组 A2型列车 （Tc+M+M+M+M+Tc） | 2016 ~ 2018  | G01 ~ G40 | 40列 240节 | CW-6010D 型 CW-6010 型     | 湘潭电机生产 （东洋电机制造技术来源） YQ-190-12B 型 鼠笼式三相异步交流牵引电动机 | t Power-TN3 (UR1/JP13) 型 IGBT-VVVF 牵引逆变器 | t Power-AI5 (JR8) 型 IGBT-SIV 辅助电源 |
| 纸坊线车辆 （中车株机A2型平台列车） | 中车株洲电力机车 （武汉中车株机轨道交通装备） | 6节编组 A2型列车 （Tc+M+M+M+M+Tc） | 2018 ~ 2019  | G41 ~ G55 | 15列 90节  | ZMA-100-C 型               | 中车株洲电机生产 YQ-190 系列 鼠笼式三相异步交流牵引电动机                        | t Power-TN3 (UR1/JP28) 型 IGBT-VVVF 牵引逆变器 | t Power-AI5 (JR9) 型 IGBT-SIV 辅助电源 |
| 前川线车辆 （CCD5069）              | 中车长春轨道客车 （武汉中车长客轨道车辆）     | 6节编组 A2型列车 （Tc+M+M+M+M+Tc） | 2021 ~ 2023  | G56 ~ G85 | 30列 180节 | CW-6010D 型 CW-6010 型     | 湘潭电机生产 （东洋电机制造技术来源） YQ-190-12C 型 鼠笼式三相异步交流牵引电动机 | t Power-TN30 系列 IGBT-VVVF 牵引逆变器         | t Power-AA55 系列 IGBT-SIV 辅助电源    |

- 一期车辆车厢内饰
- 一期车辆G03号车组外观
- 一期车辆LCD动态线路图
- 野芷湖车辆段运用库内的列车
- 一期车辆驾驶室操纵台

7号线一期工程配车40列，列车由中车长春轨道客车股份有限公司和武汉地铁集团联合设计，其中有30列车在位于黄陂区的武汉中车长客轨道车辆有限公司生产。一期工程车辆有诸多新特点：
- 时速更快：车辆最高运行时速达100公里等级，高于现已运营的1、2、3、4、5、6、8号线等的80公里时速等级，是走行于中心城区时速最快的轨道交通线路。
- 更安全：车辆的可靠性指标及标准与国际保持一致。在防火方面，采用低烟、无卤、阻燃的电线电缆，燃烧后不会散发有毒气体；列车底架下喷涂专用耐火材料，保证地板结构及地板布可以耐火30分钟；同时客室与司机室之间挡板及进出门可以在20分钟内保持完整，为目前国际上最高的防火标准。
- 更人性化：空调系统具有应急通风功能，可以在线路上没有电力的情况下，保证整列列车45分钟的通风。
- 更环保：车体、内装等各系统在保证功能的前提下，进行减重设计，整列车比设计预期减重达3吨，降低了列车的能耗[47][2]。

纸坊线（即南延线）工程配车15列，由中车株洲电力机车有限公司提供，其中部分列车在位于江夏区的武汉中车株机轨道交通装备有限公司生产。

## 事故
- 2018年7月28日15时15分，在武汉中车株机轨道交通装备有限公司厂区内，一列测试列车（武汉轨道交通7号线南延线车辆，编号：G41）在武汉市江夏区黄家湖大道与星光大道交汇处的轨道上进行牵引和制动系统测试时发生侧翻事故，列车前3节车厢脱线损坏，事故造成3人受伤。[50][51]

- 2020年7月9日凌晨1时，7号线徐家棚——三阳路上行区间汉口段（里程DK12+100处），小盾构隧道与汉口风井洞门处突发渗漏险情。险情发生后，地铁集团迅速组织多方力量连夜抢修，至上午9时，险情已得到有效控制；上午10时30分，因抢修需要封闭的长江公铁隧道公路出入口全部恢复通行。 因长江公铁隧道抢修施工，7号线不过江，行车交路临时调整为园博园北——香港路，青龙山地铁小镇——新河街小交路运行，三阳路——湖北大学停运，7号线三阳路、徐家棚、湖北大学三站关闭。1号线三阳路站、8号线徐家棚站正常运营。[52]7月10日，7号线恢复正常运行。

### 内部链接
- 武汉地铁